# Hang Thẩm Hoi
Hang Thẩm Hoi là hang ở vùng đất bản Pha xã Yên Khê huyện Con Cuông tỉnh Nghệ An, Việt Nam 
Tên "Thẩm Hoi" theo tiếng dân tộc Thái có nghĩa là "hang Ốc". Hang thuộc dạng karst trong núi đá vôi. Hang cách bản Pha của xã gần 1000 m về hướng đông, ở chân dãy núi đá vôi. Hang là một di chỉ khảo cổ.

## Phát hiện và khảo sát
Hang được phát hiện là di chỉ khảo cổ năm 1967. Năm 1972 Viện Khảo cổ học Việt Nam tiến hành khai quật.
Hang có hình gần nửa vòng tròn, cửa hang hướng Tây, bị chắn ở đoạn giữa bởi nhiều tảng đá lớn nằm chồng lên nhau và ăn sâu vào trong hang tạo thành bình phong tự nhiên che gió mưa làm cho việc cư trú trong hang được thuận lợi. Hiện vật thu được gồm các công cụ đồ đá, đồ gốm và mộ táng, nằm trong trầm tích bở rời chứa vỏ nhuyễn thể nước ngọt. Các công cụ có đặc trưng của văn hóa Hòa Bình, ứng với giai đoạn sơ kỳ Đá mới (khoảng 15-5 Ka BP).
Tại hang đã tìm thấy và khai quật 3 mộ táng. 
- Mộ thứ 1, ký hiệu TH.72.M3, nằm ở độ sâu 0,5m, xương bị mủn nát, có vết bị băm chẻ, xương hàm có vết cháy đen, không có răng. Ngôi mộ này không xác định được tư thế thi hài khi chôn. Căn cứ vào dấu vết băm chẻ và dấu cháy xém của xương, Tiến sĩ Nguyễn Lân Cường giả thiết rằng có thể có tục ăn thịt người theo một nghi thức nào đó trong thời kỳ này.
- Mộ thứ 2, ký hiệu TH.72.M2, nằm ở độ sâu 0,4m, có chôn theo những đồ gốm màu xám đen, miệng loe, đáy tròn, trang trí hoa văn chải. Hai mộ này có thể là của cư dân cổ Thẩm Hoi có niên đại theo C14 cách ngày nay trên 10 Ka.
- Mộ thứ 3, ký hiệu TH.72.M1, nằm ở độ sâu 0,5m. Hài cốt thể hiện được chôn theo tư thế nằm ngửa, duỗi thẳng, đầu mộ hướng Tây Nam, hộp sọ bị vỡ mủn, răng còn nguyên. Hiện vật chôn theo có vò gốm trang trí hoa văn, cạnh vò có 1 dọi xe chỉ bằng đất nung hình nón cụt; phía bên trái hài cốt có một khuyên tai bằng đá màu trắng bị vỡ. Đây là ngôi mộ của cư dân hậu kì thời kỳ đá mới cách ngày nay khoảng 4 Ka.[5]

Các di vật chủ yếu là vỏ ốc đã được Viện Khảo cổ học Việt Nam xác định tuổi bằng C14 cho ra tuổi là 10,875 ±0,175 Ka BP đến 10,125 ±0,175 Ka BP.